# Vester Hæsinge
Vester Hæsinge är en tätort i Fåborg-Midtfyns kommun i Region Syddanmark i Danmark. Tätorten har 403 invånare (2024). Den ligger på Fyn, cirka 15,5 kilometer sydväst om Ringe.